# Peleteria multispinosa
Peleteria multispinosa là một loài ruồi trong họ Tachinidae.